# Emil Zając
Emil Zając (ur. 29 października 1903 w Brzezince, zm. 7 lipca 1974) – polski inżynier górnictwa.

## Życiorys
W 1931 roku ukończył studia na Wydziale Górniczym Akademii Górniczej w Krakowie, po czym został asystentem w Katedrze Elektrotechniki.
W 1936 roku przeprowadził się do Katowic, aby objąć stanowisko kierownika Wydziału Technicznego Unii Polskiego Przemysłu Górniczo-Hutniczego.
Był autorem skryptu z wykładów przedmiotu „Górnictwo II” oraz skryptów z elektrotechniki górnictwa i z geologii stosowanej. Po 1945 roku opublikował 15 prac z zakresu organizacji i planowania w górnictwie węglowym oraz podręczniki dla Technikum Górniczego.
Był Członkiem Stowarzyszenia Inżynierów Górniczo-Hutniczych (po II wojnie światowej Stowarzyszenie Inżynierów i Techników Górnictwa) oraz Stowarzyszenia Wychowanków Akademii Górniczo-Hutniczej im. Stanisława Staszica w Krakowie (od 1950 roku członek zarządu), którego był pierwszym honorowym członkiem (od 1967 roku). 
W latach 1950–1974 był kierownikiem Akcji Zapomóg dla Wdów i Sierot po Zmarłych Kolegach.

## Odznaczenia i nagrody
- Złoty Krzyż Zasługi
- Srebrny Krzyż Zasługi
- Krzyż Kawalerski Orderu Odrodzenia Polski
- Medal 10-lecia Polski Ludowej
- Medal 100-lecia Górnictwa Państwa Polskiego
- Złota Odznaka „Zasłużonemu w Rozwoju Województwa Katowickiego”
- Srebrna Odznaka „Zasłużonemu w Rozwoju Województwa Katowickiego”

Źródło: